# Persis
Persis (tiếng Hy Lạp cổ: Περσίς, phiên âm: Persís; Tiếng Ba Tư cổ: 𐎱𐎠𐎼𐎿, phiên âm: Parsa; tiếng Ba Tư: پارس, phiên âm: Pârs), còn được gọi là Pháp vực, là khu vực Fars, nằm ở phía tây nam của Iran hiện đại, hiện đã trở thành một tỉnh. Người Ba Tư được cho là ban đầu đã di cư từ Trung Á hoặc có thể, có khả năng cao, từ phía bắc thông qua Caucasus. Sau đó, họ đã di cư đến vùng Persis hiện tại vào đầu thế kỷ 1 TCN. Tên quốc gia Ba Tư bắt nguồn trực tiếp từ tiếng Ba Tư cổ Parsa.

## Đế quốc Achaemenid

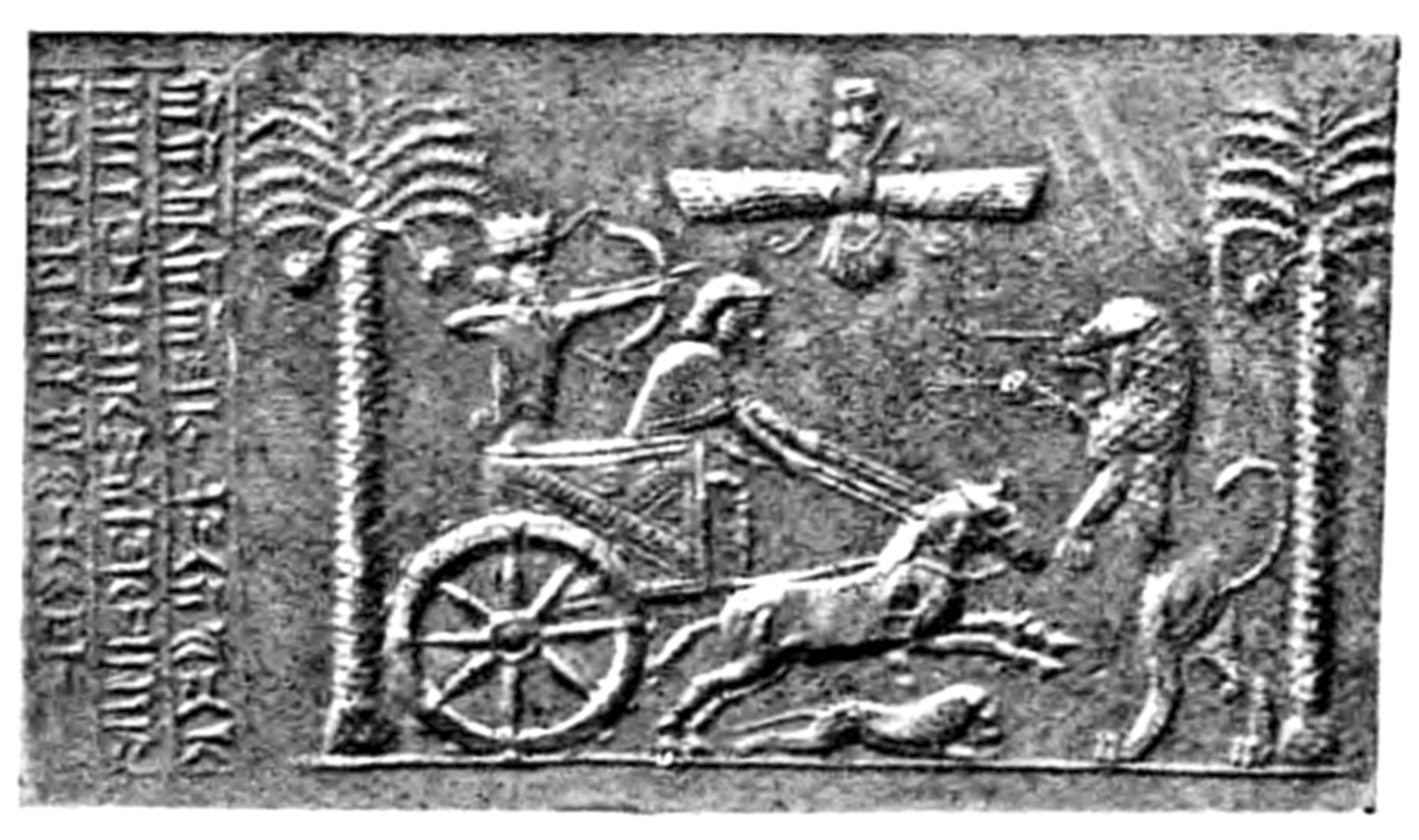
Con dấu của Darius Đại đế đi săn trên xe ngựa, chữ viết "Tôi là Darius, Vua Đại đế" bằng tiếng Ba Tư cổ (𐎠𐎭𐎶𐏐𐎭𐎠𐎼𐎹𐎺𐎢𐏁𐎴 𐏋, "adam Dārayavaʰuš xšāyaθiya"), cũng như trong Elamite và tiếng Babylonian. Bảo tàng Anh.

Các người Ba Tư cổ đại đã xuất hiện trong vùng Persis từ khoảng thế kỷ 10 TCN. Họ trở thành những người cai trị của đế chế lớn nhất thế giới từ trước tới nay dưới triều đại Achaemenid được thành lập vào cuối thế kỷ 6 TCN, ở đỉnh điểm của nó mở rộng từ Thrace-Macedonia, Bulgaria-Paeonia và Đông Âu thực sự ở phía tây, đến thung lũng Sông Indus ở phía đông xa. Những di tích của Persepolis và Pasargadae, hai trong số bốn thủ đô của Đế chế Achaemenid, nằm ở Fars.